# T67螢火蟲教練機
T67螢火蟲教練機（英語：Firefly)最初生產編號為Fournier RF-6是一款雙座特技飛行訓練機，由位於英國約克郡Kirkbymoorside的Slingsby航空公司製造。
該機從1990年代中期開始，已至少發生至少36起致命事故。

## 發展
RF-6由Fournier設計，並於1974年3月12日首飛。Fournier首先在都爾附近的Nitray建立工廠，然而在建造40架後，因為財政問題而被迫停止生產。斯波塔維亞-普策正在開發四人座版本的 RF-6C，然而該設計出現嚴重的穩定性問題，最終導致大多數部位都重新設計，並稱為Sportavia-Pützer RS 180運動員。
1981年，福尼爾將RF-6B的開發權出售給斯林斯比航空公司，後者將其更名為T67。而斯林斯比對RF-6進行一定程度的修改，包括將木質的機翼改成複合材料。斯林斯比生產了多個版本，開發機身並逐漸增加更大的引擎。Slingsby T67M是第一款配備恆速螺旋槳和倒置燃油和機油系統的飛機，主打軍隊教練機。
螢火蟲的主要客戶是美國空軍，名稱為T-3A螢火蟲 。1992 年，空軍選中螢火蟲取代原有的T-41梅斯卡勒羅人教練機。從1993年到1995年共有113架T-3A交付給德州洪多市機場和科羅拉多州的美國空軍學院。T-3A不只取代了T-41，同時還能滿足增強飛行篩檢計劃 ( Enhanced Flight Screening Program,EFSP) 的要求。1997年7月，由於先前的三起航空事故（共有3名學員和教官分別喪生），美國空軍教育與訓練司令部司令以發動機異常運作為由，下令整個T-3A機隊停飛飛行和地面操作期間發動機突然停止運作。

## 型號

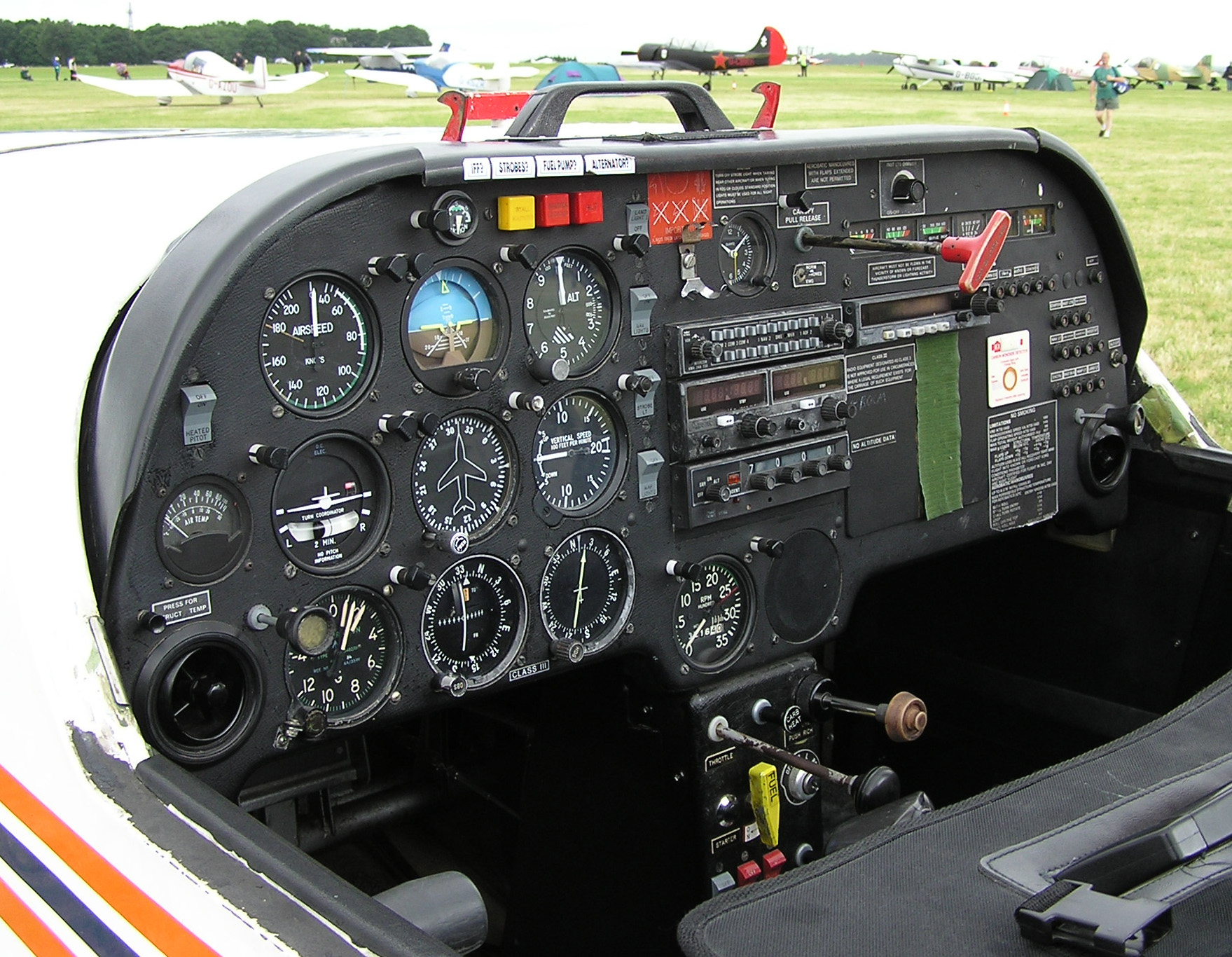
Firefly T67C駕駛儀表

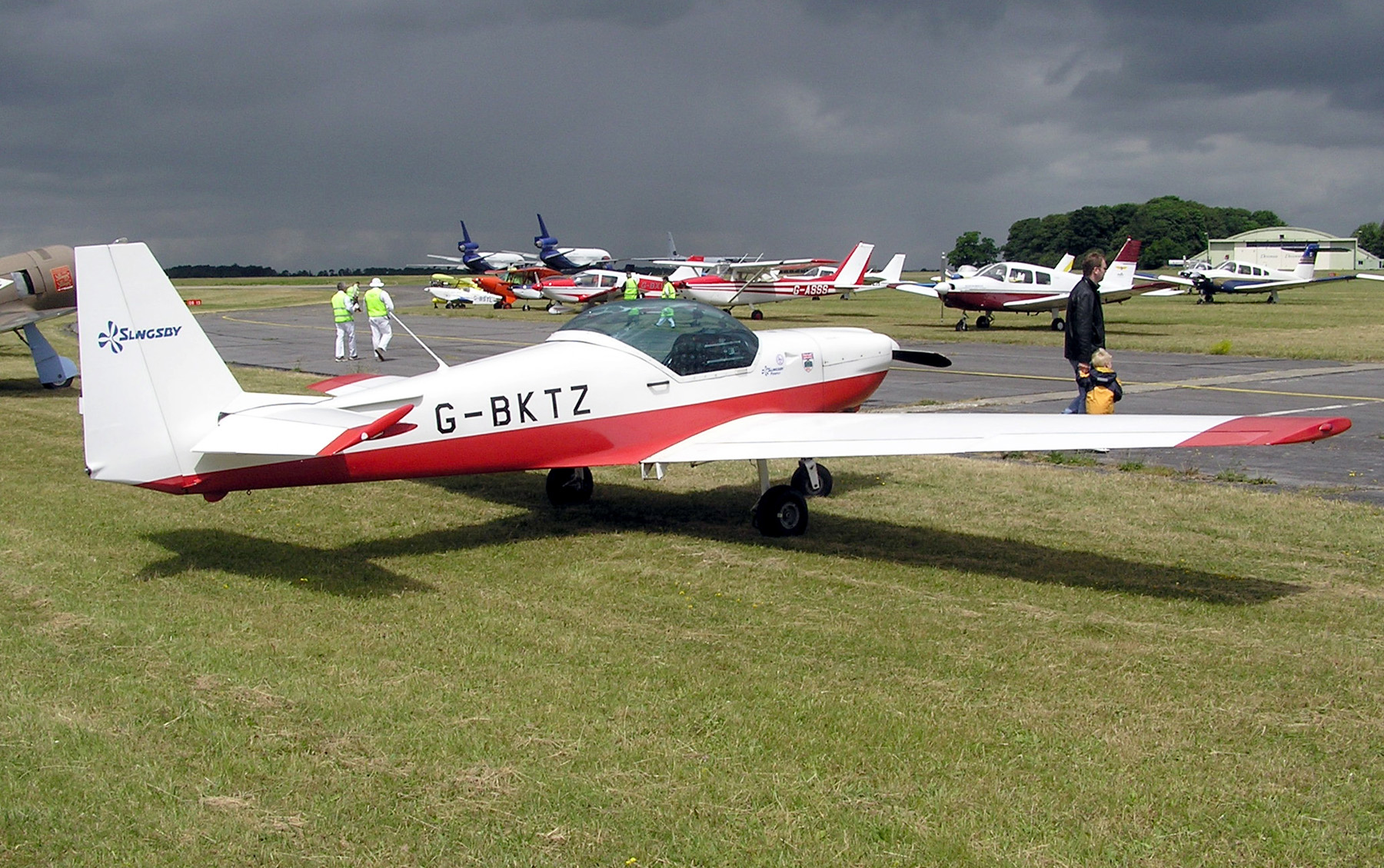
Slingsby T67M Firefly

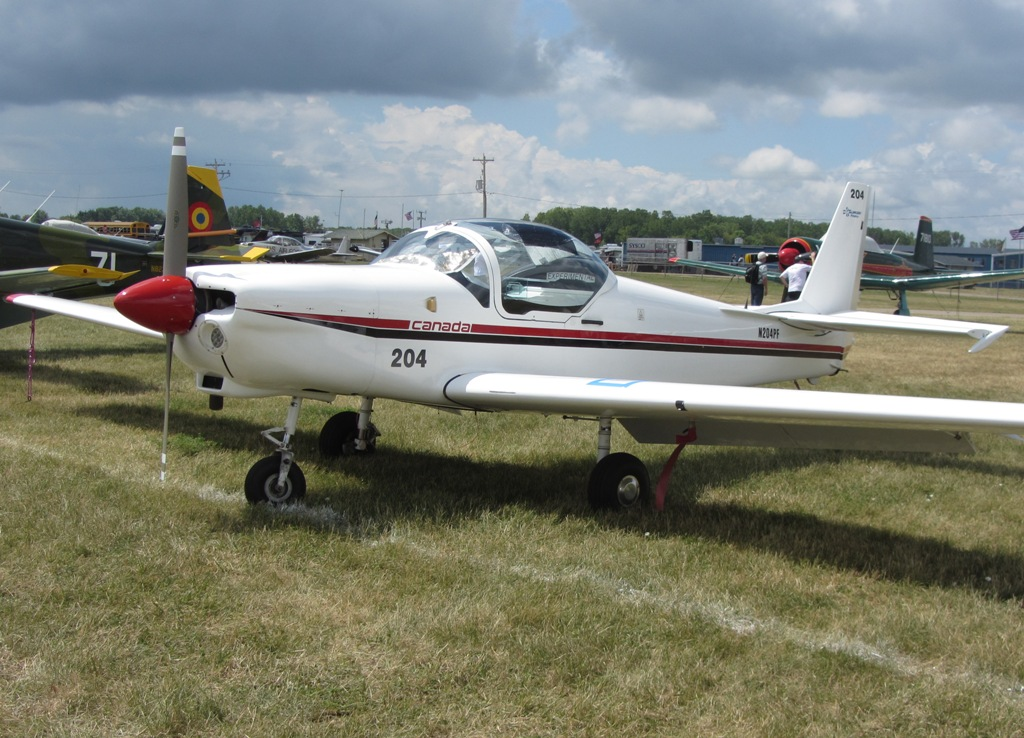
T67C Firefly

RF-6B
主要生產版本，採用由勞斯萊斯有限公司生產的大陸O-200發動機，共43架。
RF-6B/120
採用萊康明O-235發動機的RF-6B，共1架。
RF-6C
RF-6B的四座版本，採用萊康明發動機，共4架。
T67A
由Slingsby授權生產的RF-6B/120，共10架。
T67M Firefly
RF-6B的升級版本，採用玻璃纖維增強塑料製成，並使用萊康明AEIO320-D1B發動機。使用一體機艙蓋，具有倒置燃油和機油系統的燃油噴射發動機使飛機能夠執行持續的負 G（倒置）特技飛行，共32架。
T67B
與T67M相似，採用玻璃纖維增強塑料製成，但沒有升級發動機，共14架。
T67M MkII Firefly
採用AEIO-320油噴發動機，雙體機艙蓋，並採用兩個更大的油箱。
T67M200 Firefly
採用萊康明AEIO360-A1E發動機，共26架。
T67C Firefly
最新升級的民用款，採用萊康明O-320發動機，但沒有T67M上的燃油噴射和倒飛系統，分別有兩個子版本：雙套機艙蓋的T67C-2和有翼下油箱的T67C-3，3個型號28共28架。
T67M260 Firefly
配備6缸萊康明AEIO540-D4A5發動機，為專用教練機。只有右側可以駕駛，以便讓學員可以習慣戰機的左油門。共51架。
T67M260-T3A Firefly
該機為T67最新款的軍用版本，為T67M260加上空調系統，美國空軍將其命名為T-3。
CT-111 Firefly
由加拿大軍隊為T-67註冊的民用編號。

## 用戶

### 現役
巴林
- 巴林皇家空軍（英语：Bahrain Air Force）[5]

- 貝里斯空中之翼部隊（英语：Military of Belize）[5] [6]

 约旦
- 約旦皇家空軍[5]

 荷蘭
- 荷蘭皇家空軍

### 已退役
加拿大
- 加拿大武裝部隊

 香港
- 皇家香港輔助空軍

 英国
- 英國皇家空軍
- 英國皇家海軍
- 英國陸軍

 美国
- 美國空軍

### 民間用戶
/  香港
- 政府飛行服務隊
- 香港飛行總會

 新西兰
- 奧克蘭航空俱樂部[7]
- 北岸航空俱樂部（英语：North Shore Aero Club）[8]

 西班牙
- FTEJerez[9]

 土耳其
- 土耳其航空協會（英语：Turkish Aeronautical Association）

 英国
- 斯威芙特飛機（英语：Swift Aircraft）[10]
- 克蘭菲爾德大學
- Leading Edge Aviation （页面存档备份，存于）
- Ultimate High （页面存档备份，存于）
- Cubair Flight Training （页面存档备份，存于）
- CRM Aviation （页面存档备份，存于）
- Flight Performance Training （页面存档备份，存于）
- Skyborne Airline Academy （页面存档备份，存于）

## 外部連結
- （页面存档备份，存于）
- Official Canadian Forces T67 Firefly page
- UK Type Certificate for the T67 Firefly family （页面存档备份，存于）
- Marshall Slingsby's Retrieved 18 June 2012
- Tom Cassell's Retrieved 18 June 2012
- Air Force Scrapping Troubled Plane Retrieved 9 September 2006
- AF link: Officials announce T-3A Firefly final disposition with public domain picture.